# اونترلاینلایتر
اونترلاینلایتر (به آلمانی: Unterleinleiter) یک شهر در آلمان است که در فورشایم واقع شده‌است. اونترلاینلایتر ۱٬۲۷۱ نفر جمعیت دارد.